# Bridget Moynahan
Kathryn Bridget Moynahan, appelée Bridget Moynahan, née le 28 avril 1971 à Binghamton, dans l'État de New York, aux (États-Unis), est une actrice américaine.

## Biographie

### Jeunesse & débuts
Kathryn Bridget Moynahan naît le 28 avril 1971 à Binghamton, dans le comté de Broome, État de New York, aux (États-Unis). Sa mère, Mary Bridget, est d'origine irlandaise, et son père, Edward Bradley Moynahan, travaille à l'université du Massachusetts.

### Famille
Elle a deux frères, Andy and Sean. Sa famille déménage à Longmeadow dans le Massachusetts quand elle a sept ans.

### Vie privée
Elle a vécu de 2004 au 14 décembre 2006 avec le joueur de football américain Tom Brady avec qui elle a eu un fils, John Edward Thomas Moynahan, né le 24 août 2007 à l'hôpital Saint John´s Health Center de Santa Monica.

### Carrière
Depuis 2010, elle joue le rôle d'Erin Reagan dans la série Blue Bloods.

## Filmographie

### Cinéma
- 2000 : Row Your Boat de Sollace Mitchell
- 2000 : In the Weeds de Michael Rauch : Amy
- 2000 : Trifling with Fate de Michael Bergmann : Fame
- 2000 : Coyote Girls (Coyote Ugly) de David McNally : Rachel
- 2000 : Whipped, de Peter M. Cohen : Marie
- 2001 : Un amour à New York (Serendipity) de Peter Chelsom : Hally Silverman
- 2002 : La Somme de toutes les peurs (The Sum of All Fears) de Phil Alden Robinson : Dr Cathy Muller
- 2003 : La Recrue (The Recruit) de Roger Donaldson : Layla Moore
- 2004 : I, Robot d'Alex Proyas : Dr Susan Calvin
- 2005 : Lord of War d'Andrew Niccol : Ava Fountain
- 2006 : Blackout (Unknown) de Simon Brand : Eliza Coles
- 2006 : Gray Matters de Sue Kramer : Charlie Kelsey
- 2007 : Terreur dans la savane (Prey) de Darrell James Roodt : Amy Newman
- 2007 : Noise de Henry Bean : Helen Owen
- 2010 : Ramona et Beezus (Ramona and Beezus) de Elizabeth Allen : Dorothy Quimby
- 2011 : World Invasion: Battle Los Angeles de Jonathan Liebesman : Michele
- 2014 : Pizou, l'ours blanc (Midnight Sun ou The Journey's Home) de Roger Spottiswoode et Brando Quilici : Madison Mercier
- 2014 : Small Time de Joel Surnow : Barbara
- 2014 : John Wick de David Leitch et Chad Stahelski : Helen Wick
- 2017 : John Wick 2 de Chad Stahelski : Helen Wick
- 2019 : Drunk Parents de Fred Wolf :
- 2019 : Night Shift: Patrouille de nuit (Crown Vic) de Joel Souza : Tracy Peters
- 2023 : John Wick : Chapitre 4 (John Wick: Chapter 4) de Chad Stahelski : Helen Wick

### Télévision
- 1999 à 2000 : Sex and the City (saison 2 et 3) : Natasha
- 2007 : Six Degrees : Whitney
- 2009 : Bunker Hill (téléfilm) : Erin Moriarty
- 2010–2024 : Blue Bloods (série TV) : Erin Reagan-Boyle
- 2021 : And Just Like That : Natasha

## Voix francophones
En France
| - Françoise Cadol dans : - La Recrue - I, Robot - Terreur dans la savane - Blue Bloods (série télévisée) - Ariane Deviègue dans : - Sex and the City (série télévisée) - Six Degrees (série télévisée) | Et aussi - Virginie Méry dans Coyote Girls - Ethel Houbiers dans La Somme de toutes les peurs - Danièle Douet dans Lord of War - Marie-Line Landerwijn dans Ramona et Beezus - Barbara Kelsch dans World Invasion: Battle Los Angeles |

Au Québec
| - Hélène Mondoux dans : - Coyote Ugly - Heureux hasard - Inconnus - L'Âme Sœur - La Proie - Ramona et Beezus - Mission : Los Angeles - L'aventure polaire | Et aussi - Camille Cyr-Desmarais dans Le nouvel agent - Valérie Gagné dans Seigneur de guerre |